# 瑞属芬兰
从芬兰进入封建社会开始直到1809年瑞典将芬兰地区割让给俄罗斯帝国，芬兰都是瑞典的一部分。关于瑞典在芬兰地区建立有效统治的时间点，学界并未达成一致。不过瑞典在芬兰的统治是随天主教传入芬兰而逐步确立的:51-59;79-80。瑞典对芬兰的殖民活动大约起始于12世纪，这些进入芬兰的瑞典殖民者是当代芬兰瑞典族的先祖。
瑞典统治时期，芬兰地区最大的城市是图尔库、第二大城市是维堡，人口主要集中于西南部的沿海地区:75。

## 历史
在瑞典统治时期，芬兰从来未被当作一个独立的实体对待，瑞典君主并不认为他统治着瑞典和芬兰两个国家，而是认为芬兰是瑞典王国的一部分:31-48。虽然瑞典国王古斯塔夫·瓦萨曾在16世纪在芬兰地区设置过“芬兰公国”，并将其封给继承人约翰，但约翰的芬兰公爵仅仅是一个名誉称号，芬兰从未有过独立于瑞典的完成建制:113-114。
芬兰的东南部边境线历史上曾发生多次变动，随瑞典的东扩，芬兰地区的东南部边境也逐步往前推进。瑞典与俄罗斯地区的政权曾就芬兰东南部的边境问题达成协议，双方也曾因边境问题爆发多次战争:31-48。
瑞典在大北方战争失败后，作为和平条件的一部分，东南部卡累利阿地区的大片领土被割让给沙皇俄国。大北方战争使芬兰地区的经济受到严重打击，从此以后芬兰开始出现对瑞典的离心倾向:158-165:31-48。
1807年，与法国结盟的沙皇俄国与英国开战，瑞典卷入这场战争中。1808年2月，俄国出兵占领芬兰地区。俄国方面最初并没有征服芬兰地区的计划，只作临时军事占领的打算。但瑞典因忙于对丹麦与法国作战，在俄国占领芬兰后选择放弃芬兰的土地。1809年9月17日《弗雷德里克港和约》签订后，芬兰被正式割让给俄国。俄国统治时期，俄国在芬兰建立了芬兰大公国这一行政区划，并给予芬兰较大自治权:186-200。拿破仑失败后召开的维也纳会议上，俄国对芬兰地区的所有权得到再次确认。

## 与瑞典本土的关系
瑞典统治时期，瑞典国王很少会到访芬兰，芬兰族的族群权利较小、芬兰语也一直不具有官方地位，瑞典语是芬兰地区唯一的官方语言。这一时期芬兰语也有一定发展，例如芬兰语开始使用拉丁字母书写、芬兰语从瑞典语中吸收了大约1100个借词（虽然这些借词大都是希腊语或拉丁语源的）。根据估计，在瑞典统治时期，芬兰地区的税收中一般有一半用于本地事务，另一半则纳入斯德哥尔摩的国库。因为芬兰地区相对贫穷且人口稀少，因此瑞典无法在芬兰地区榨取较多经济利益，瑞典本土与芬兰之间的关系也相对和谐，在瑞属芬兰时代，芬兰未曾与瑞典之间爆发过战争:82-83。